# Magners

Firmenlogo der Irish Bulmers Ltd.

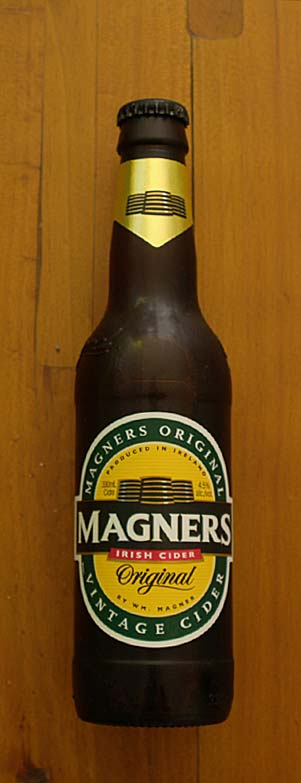
Eine Flasche Magners Cider

Bulmers Original Irish Cider ist ein Cider, der von der Irish Bulmers Ltd. in Clonmel, Irland hergestellt wird. Die Firma gehört zu der C&C Group, einem irischen Lebensmittelkonzern. Außerhalb Irlands wird Bulmers unter dem Namen Magners vermarktet.
Magners war bis 2011 Hauptsponsor des Rugby-Meisterschaftswettbewerbs Celtic League, die daher seit Beginn der Saison 2006/07 auch als Magners League bezeichnet wurde.

## Firmengeschichte
1935 wurde von William Magner in Clonmel erstmals Cider kommerziell hergestellt. In den folgenden zwei Jahren gelang es Magner, die Marke zu etablieren und das Geschäft somit auf ein solides Fundament zu stellen. Um diese Bemühungen zu intensivieren, tat er sich 1937 mit dem englischen Cider-Fabrikanten H. P. Bulmer zusammen und gründete in der Dowds Lane in Clonmel eine Produktionsstätte. Als sich Magner 1949 aus dem Geschäft zurückzog, blieb lediglich der Name Bulmers auf dem Firmenlogo. Um den aus Clonmel stammenden Cider außerhalb Irlands zum englischen Cider abzugrenzen, wird er seitdem unter dem Namen Magners vermarktet.
1964 wurde der Firmenname zu Showerings (Ireland) Ltd. geändert. Bald darauf erfolgte die Verlagerung der Firma in das drei Kilometer vom Zentrum Clonmels entfernte Annerville. 1965 wurde die neue und bis heute bestehende Fabrik eröffnet. Irish Bulmers Ltd. beschäftigt heute über 470 Leute und ist ein wichtiger lokaler Arbeitgeber der Gemeinde Clonmel.

## Lieferform

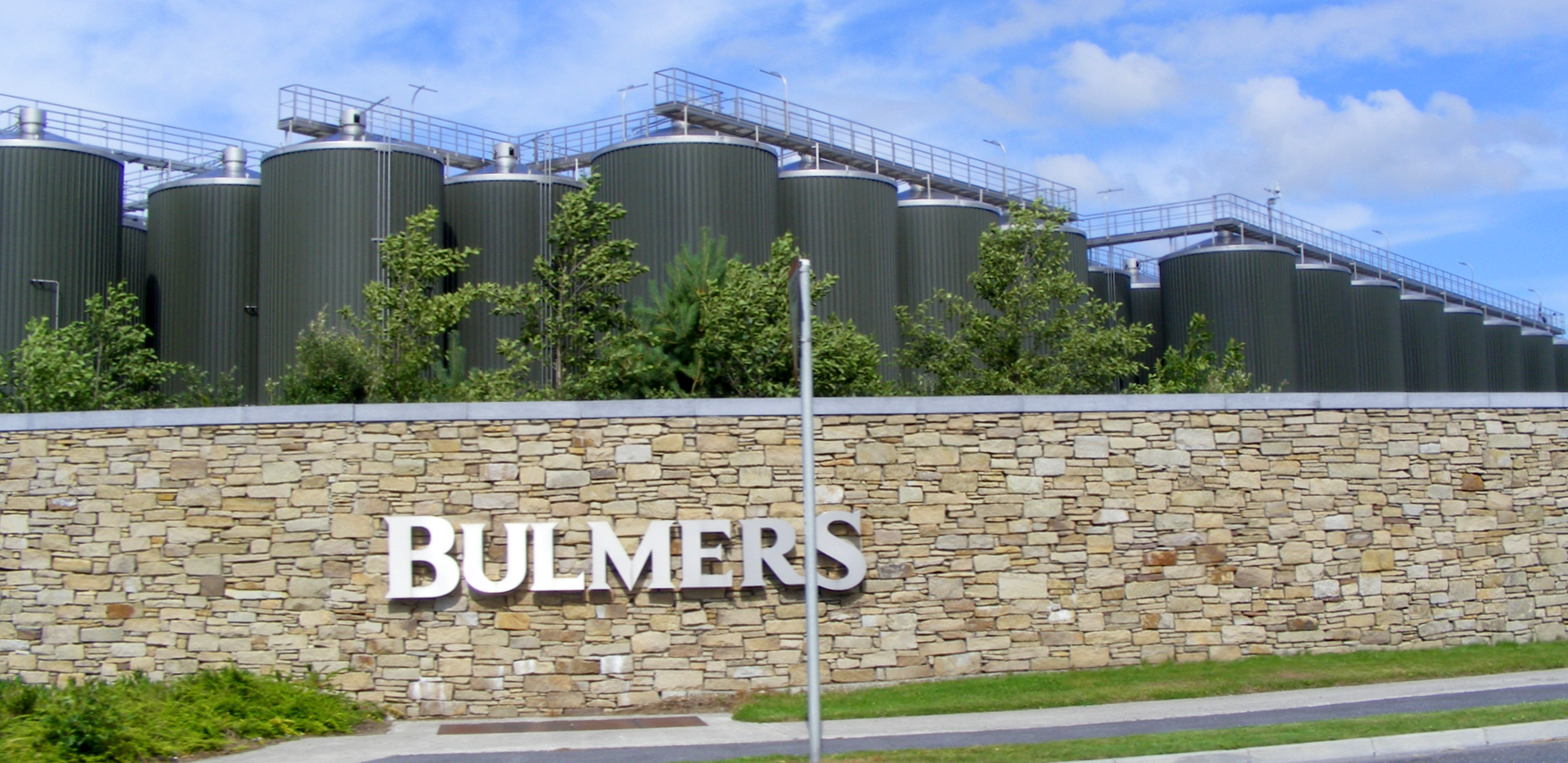
Cider-Fabrik (Clonmel)

Magners wird in 33-cl-, Pint- und Liter-Flaschen ausgeliefert und traditionell auf Eis serviert. In manchen Bars wird es auch vom Fass gezapft. Ursprünglich nur in der Republik Irland, Nordirland und Schottland erhältlich, fanden in den vergangenen Jahren Expansionen nach England, Europa, Australien und in die Vereinigten Staaten von Amerika statt. 
Bereits im ersten Jahr nach der Einführung des Flaschenverkaufs in England war Magners dort mit 77 % Marktführer für Cider in Flaschen, weil der Cider dort traditionell als Fassware oder im Einzelhandel in Dosen vermarktet wurde.